# Parroquia Salom
La Parroquia Salom es una de las 21 parroquias del estado Yaracuy. Es una población, semi-urbana, suburbio o Ciudad dormitorio ubicada a 6 km de la Carretera Panamericana, en el municipio Nirgua del estado Yaracuy, Venezuela.
Es una de las poblaciones más grandes de Yaracuy —cosa que resalta al no ser capital de ningún municipio—, y un punto turístico por sus paisajes, casas coloniales y ferias y fiestas.
Salom está subdividida en varias poblaciones de las cuales las más importantes son: Salom (Capital), Temerla (Parroquia de Salom), Las Lagunas y Hato Viejo Centros Poblados de la Parroquia.
Salom destaca a nivel nacional al poseer el santuario mariano dedicado a la Divina Pastora de Salom al cual acuden peregrinos de todo el país. Este santuario es el icono cultural y religioso del Yaracuy, lo cual ha convertido a Salom en capital religiosa y cuna de la espiritualidad del estado Yaracuy.

## Historia
Fundada el 8 de septiembre de 1625, con el nombre del río principal del valle homónimo, nace Salom en el municipio Nirgua del estado Yaracuy. Una parroquia cultural y religiosa que aún conserva las tradiciones de la época colonial.
En los inicios el caserío de Salom se asentó en el sector El Totumo conformado por 4 grandes haciendas, una de cacao, otra de tabaco, una de caña de azúcar y la última de naranjas.
A medida que la población crecía las haciendas se fueron desintegrando y dieron paso a la contribución del pueblo colonial el cual quedó listo para mediados de 1685, ya unido a la ciudad de Nirgua como parte del municipio, esta es elevada a parroquia en 1721 convirtiéndose junto a Temerla en una de las primeras parroquias del estado.
Desde su fundación apenas contaban con una sola carretera (la actual Avenida Bolívar) que para ese entonces era de tierra y la población no sobrepasaba los 100 habitantes. Se cree que los primeros habitantes llegaron de El Tocuyo y Barquisimeto en el año 1623, los cuales se establecieron en el valle de Salom por sus fértiles tierras.
Las primeras casas de la población fueron de tipo colonial de las cuales aún se conservan algunas en el centro histórico con una antigüedad de más de 300 años.

## Parroquia Temerla

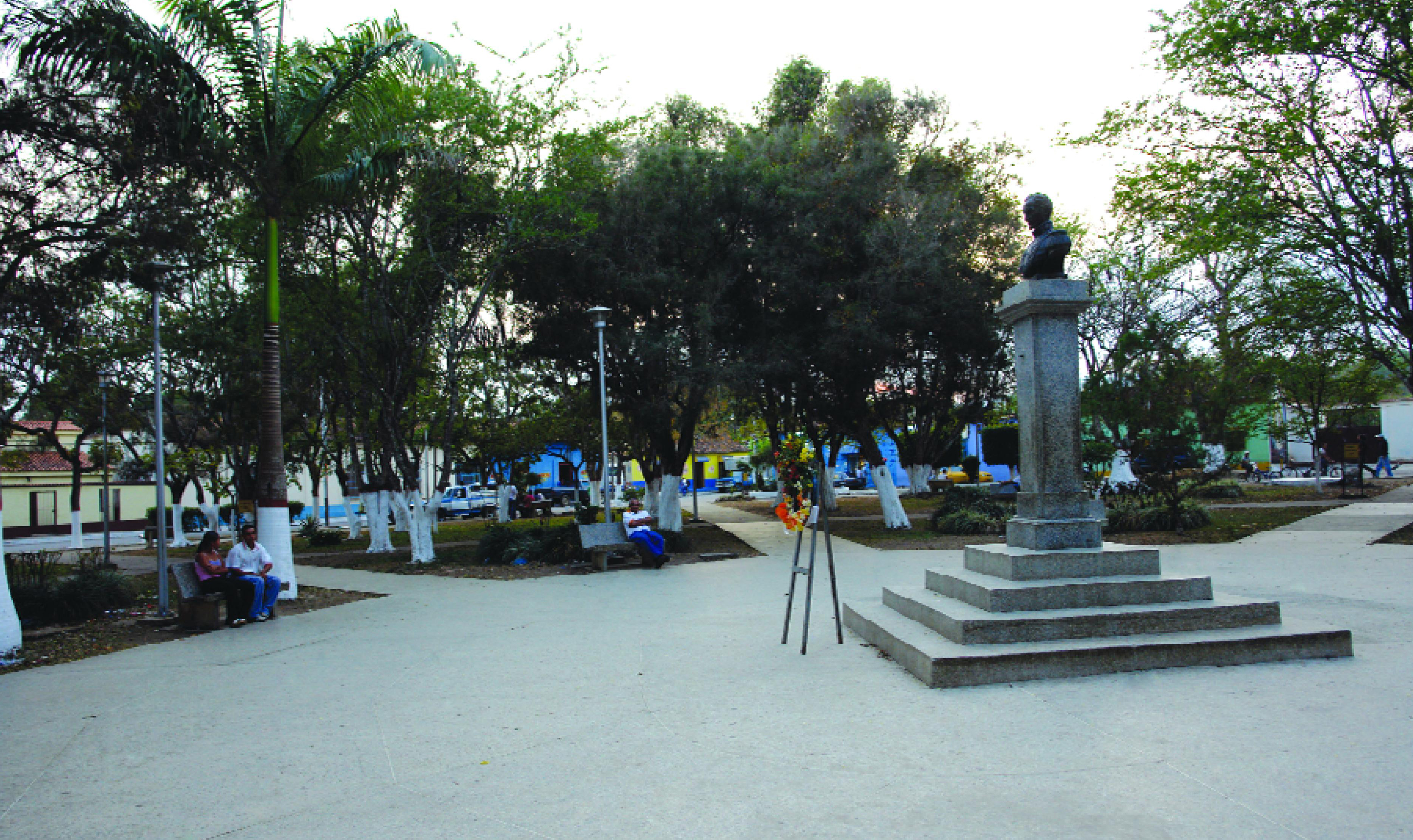
Plaza Bolívar de Salom

Temerla Pertenecen a su término municipal a la parroquia Salom. Además es la capital de la población del mismo nombre. los caseríos de Vallecito, Las Vegas, Riecito, Rio Grande, Cocote, Escondido, Santa Rosa, El Cambur y La Florida son los centros poblados y comunidades más grandes. No se conocen noticias sobre la fundación de esta población que está situada en un Gran Valle, a la margen derecha del río de su nombre y rodeada de altas montañas, cubiertas siempre de exuberante vegetación.
Fue elegida en Parroquia civil hacia el año de 1750.
La parroquia Temerla tiene una población de 5 mil habitantes para el 2013.
La fertilidad de los terrenos son extraordinarias para los cultivos de café, cacao, caña de azúcar y diversidad de frutos y hortalizas lo que lo ha convertido en un gran centro agrícola del estado.

## Economía
La economía de la parroquia esta en crecimiento en la actualidad se empiezan a ver planos para futuros centros comerciales, bancos y edificios residenciales. La ciudad cuenta con una galería comercial en la Av. Bolívar y varias tiendas en sus diferentes calles. Menos del 20% trabaja en la agricultura el resto está dedicada a las actividades del sector secundario y terciario.

## Temperatura
El clima y la temperatura de Salom es cálido y frío de montaña lo cual es de muy buena recepción por sus visitantes. Sus temperaturas varían entre los 19 y los 34 °C . La media anual es de 21 °C.

## Cultura y tradiciones
La población de Salom es la joya cultural de Nirgua y una de las principales del estado Yaracuy.
- Carnavales turísticos : son los carnavales que cada año realiza la alcaldía de Nirgua en Salom, bajo la cooperación de Asocarsa (Asociación de los carnavales de Salom) los cuales hacen que sea la capital del carnaval del municipio y uno de los más reconocidos del Yaracuy que cada año atraen a miles de personas.

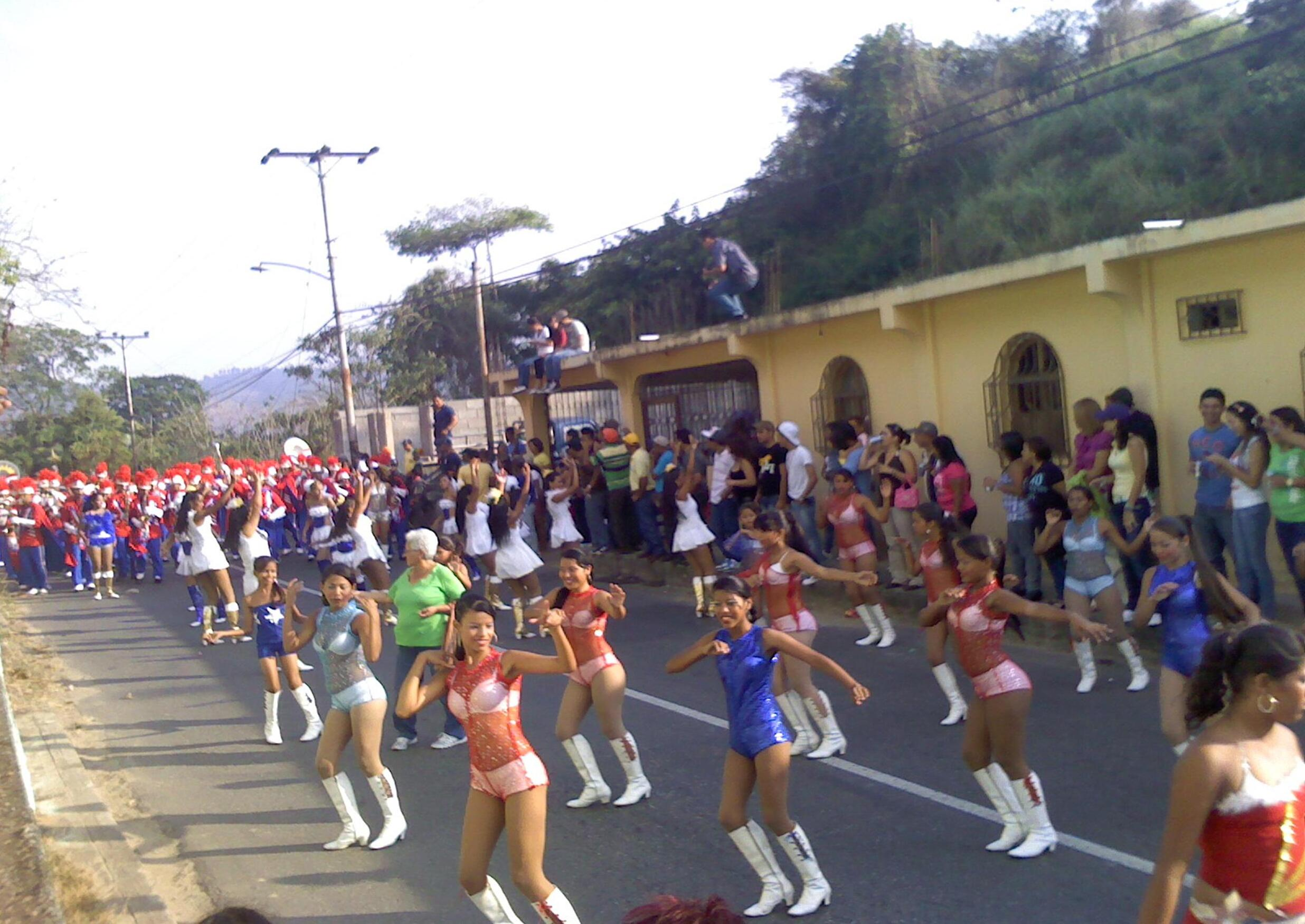
Carnavales de Salom

Para el año 2012 Asocarsa cumplirá sus 20 años como única organizadora de los carnavales de Salom, ya que esta asociación es la encargada de la elección de la reina, los desfiles y demás actividades carnestolendas.
- Semana Santa o semana mayor: es la época en la que Salom celebra la pasión, muerte y resurrección de Jesucristo con procesiones y misas durante toda la semana.

## Santuario de la Divina Pastora de Salom

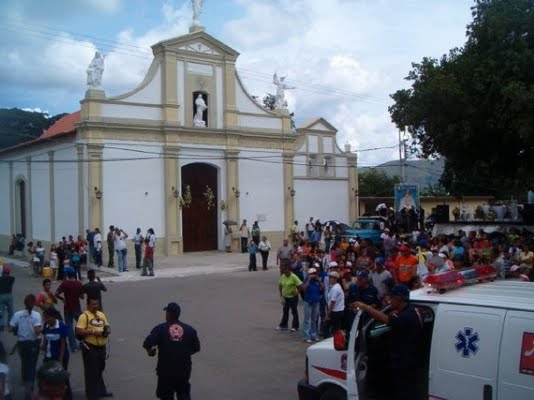
Santuario la Divina Pastora de Salom

Este santuario inicio como una iglesia que se erigió entre los años 1624 y 1626 con el esfuerzo de los habitantes de la población en ese entonces, para cuando se terminó fue uno de los edificios más representativos del municipio. En el año 2000 se remodeló porque su estructura estaba en pésimo estado, y años más tarde con el inicio de las peregrinaciones fue elevado a santuario diocesano de la espiritualidad mariana de la Divina Pastora de Salom.

## Ferias y fiestas
Los primeros de septiembre se viste de fiesta con las ferias y fiesta en honor a la Divina Pastora de Salom, la cual congrega a cientos de personas en sus procesiones, no solo en sus ferias sino en sus congregaciones marianas que cada año atraen miles de personas y le valió a Salom el título de santuario diocesano de la espiritualidad mariana divina pastora de Salom. En el 2005 teniendo hasta los momentos 4 grandes peregrinaciones como la de la Divina Pastora de Barquisimeto, la virgen de la Chinita de Maracaibo, la del doctor José Gregorio Hernández ( réplica traída desde su hogar y bendecida y donada al santuario por lo cual todos los miércoles se le paga tributo y favores a ese siervo de Dios, al cual se le construye un santuario de promesas en Salom), y la de la Virgen del Valle, traída desde la isla de Margarita.

## Expresiones culturales
En Salom hay un sinfín de expresiones culturales entre las más nombradas están los Locos y locainas, la Paradura del niño, el día de San José, el día de la virgen del Carmen y día de la virgen de Coromoto patrona de Venezuela, ferias de la divina pastora de Salom, ferias religiosas del santuario diocesano de la espiritualidad mariana divina pastora de Salom, carnavales turísticos Salom, octavita de carnaval.

## Zonas pobladas

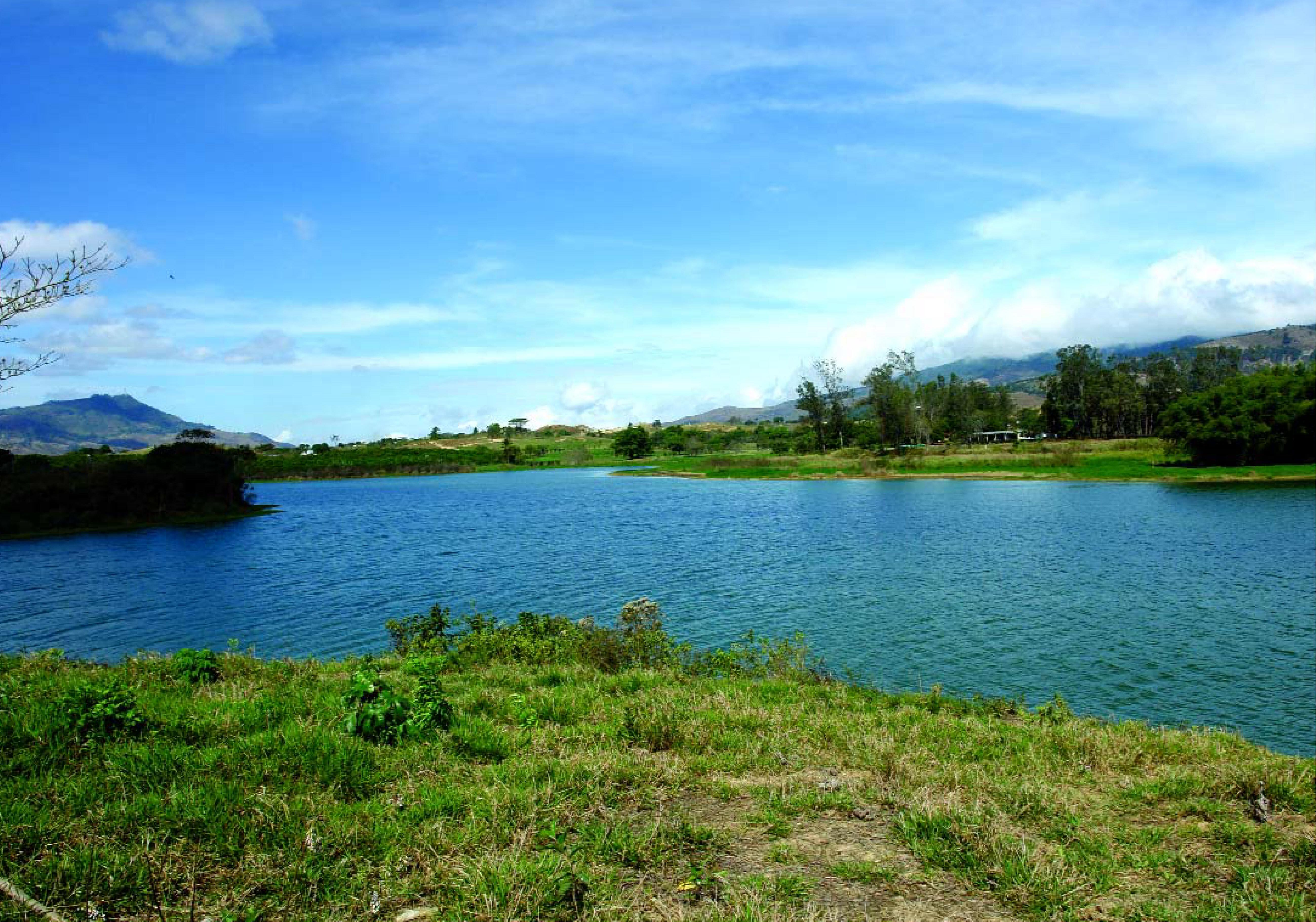
Represa Cabuy en la entrada por la vía a Salom

Salom está dividida en 5 zonas pobladas:
- Hato Viejo: es un pueblo limítrofe de yaracuy, está ubicado lejos de la ciudad de salom, aun así pertenece a la parroquia. El patrón de la comunidad es san Isidro.

Se divide a la vez en varios sectores como Araguata, Guayabal y Los Manires. Los orígenes de Hato Viejo se remontan al siglo XVI, convirtiéndose en uno de los pueblos más antiguos de la región. 
- Las lagunas: centro poblado ubicado e 1.5 km de la carretera Panamericana es la primera población que se encuentra al entrar a la avenida camino a Salom, posee un instituto universitario único en la región centro occidental, (Instituto Universitario Adventista de Venezuela).

- Salom: es el segundo centro poblado que se encuentra, este es el casco central de la ciudad, tiene una población superior a los 7.000 habitantes, en esta se ubica el santuario de la Divina Pastora de Salom, están las casas culturales, coloniales y de nueva arquitectura. Es el principal centro comercial y económico de la parroquia.

- Taya: población que se encuentra en el valle de Salom, esta población es más que todo rural.

- La Margarita: se encuentran los principales asentamientos agrícolas de la población, ya que solo se encuentran haciendas productoras de alimentos y artículos.

- Temerla: Parroquia de Salom, posee más de 5000 habitantes y es un gran centro de producción agrícola, así como una población de grandes paisajes con verdes montañas y exuberantes valles. Se destaca por sus refrescantes ríos los cuales son visitados por cientos de turistas cada semana.

## Galería

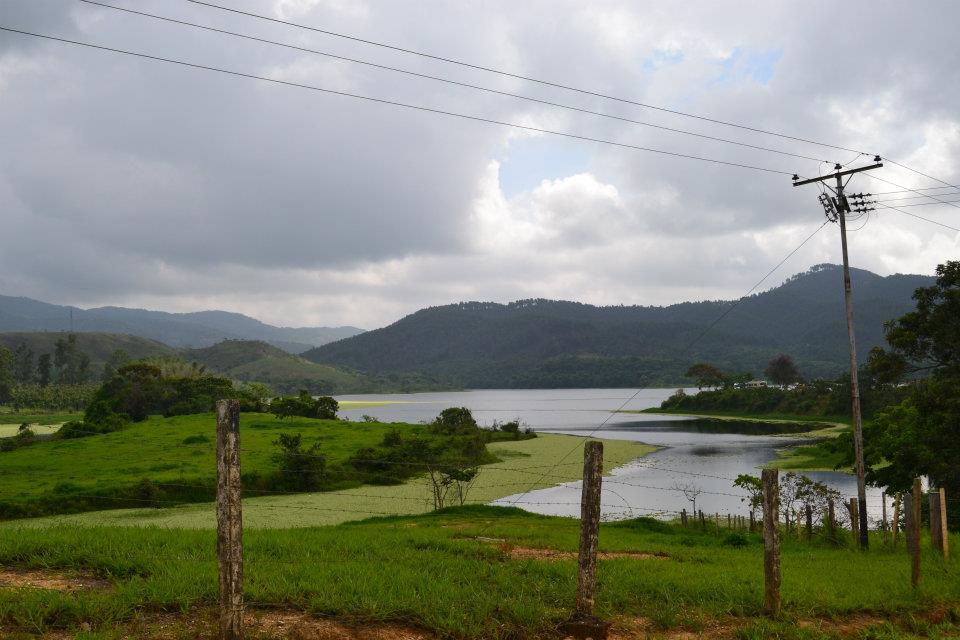
Represa Cabuy
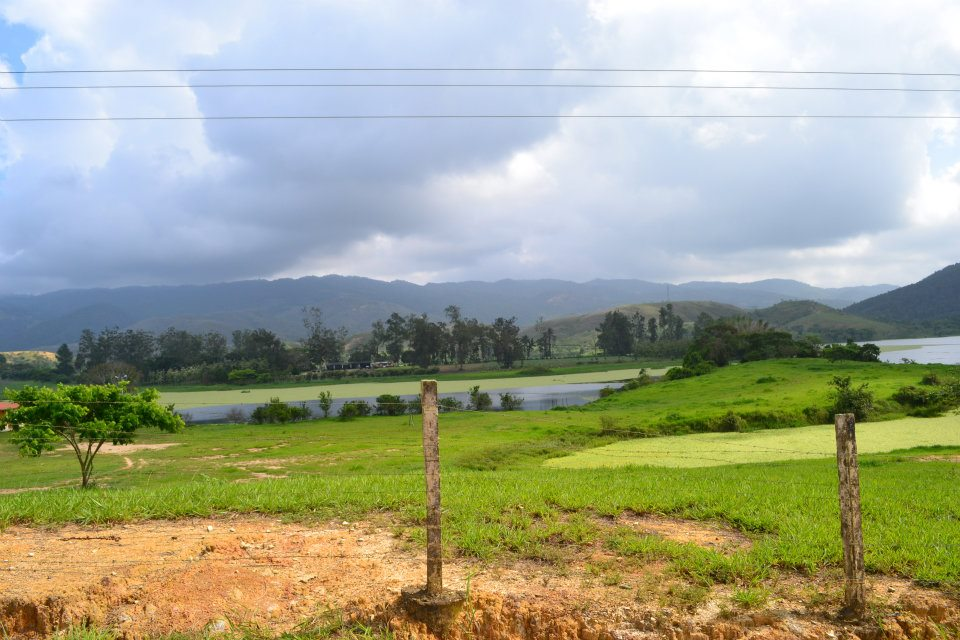
Represa Cabuy
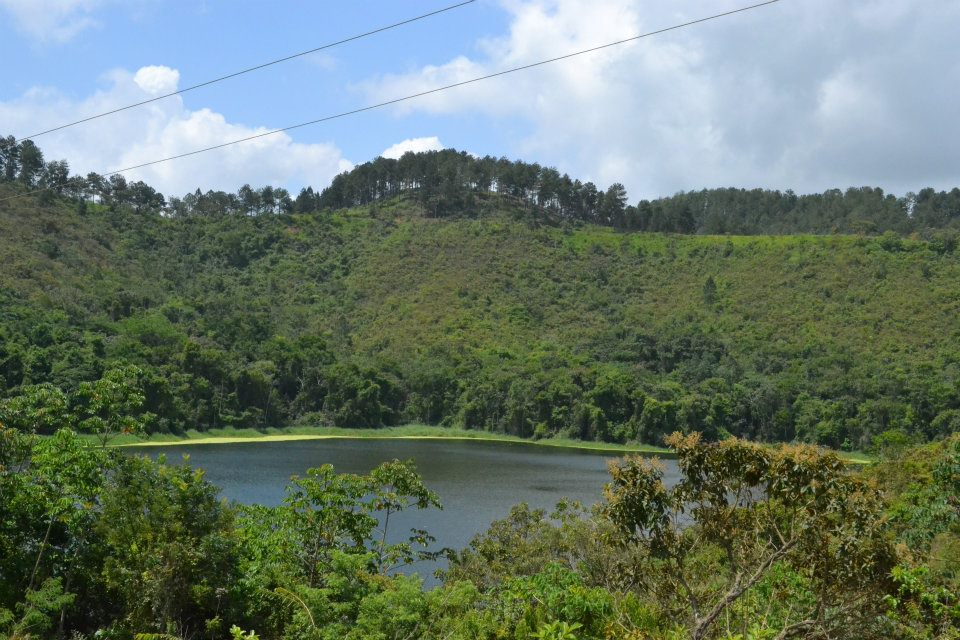
Represa Cabuy
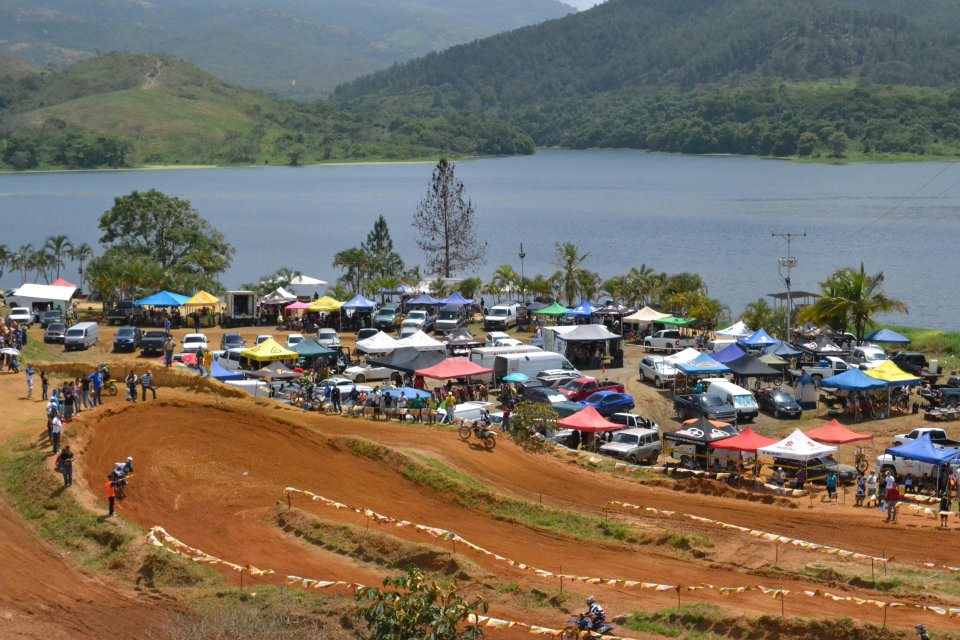
Motocross en el circuito Elías Coehlo
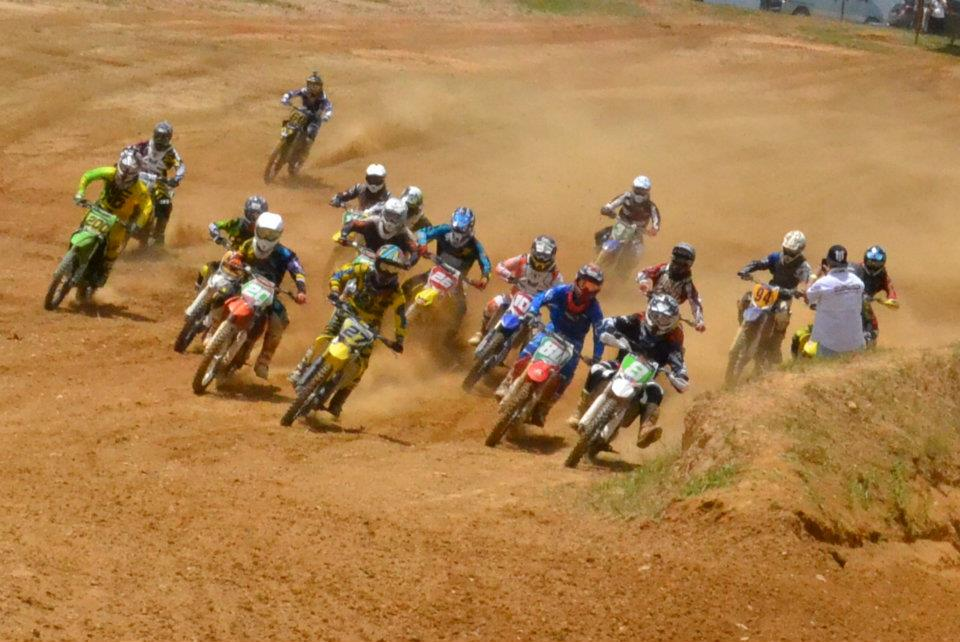
Motocross en el circuito Elías Coehlo
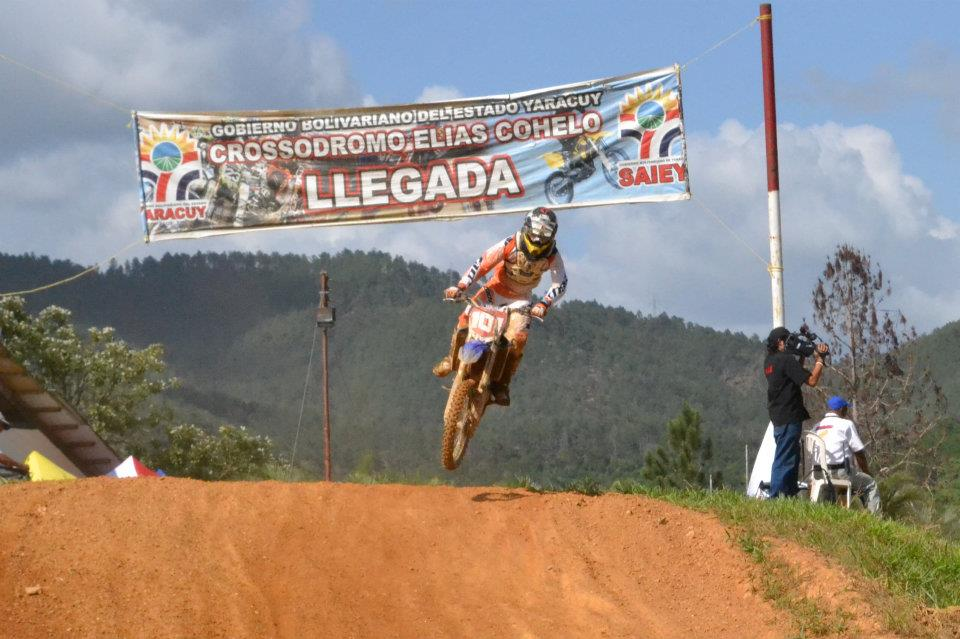
Motocross en el circuito Elías Coehlo